# 東犀川村
東犀川村（ひがしさいがわむら）は、福岡県京都郡にあった村。現在の京都郡みやこ町の一部にあたる。

## 地理
今川に合流する高屋川の流域に位置していた。

## 歴史

### 沿革
- 1889年（明治22年）4月1日 - 仲津郡上高屋村、下高屋村、続命院村、古川村、久富村、末江村、八ツ溝村が合併して村制施行し、東犀川村が設立[1][2]。
- 1896年（明治29年）4月1日 - 郡の統合により京都郡に所属[1][3]。
- 1904年（明治37年）1月1日 – 京都郡南犀川村、西犀川村と合併し犀川村を新設して廃止された[1][2]。

### 地名の由来
今川はかつて犀川と称され、中流域は犀川谷と呼ばれ、この地がその東部であったため。

## 教育
- 1896年（明治29年）- 東犀川尋常小学校新築落成[1]